# Georgetown (Dél-Karolina)
Georgetown város az USA Dél-Karolina államában. Lakosainak száma 8403 fő (2020. április 1.).

## Népesség
A település népességének változása:
| Lakosok száma | 8950 | 9163 | 8403 |
|               | 2000 | 2010 | 2020 |